# ياروسلاف أنتونوف
ياروسلاف أنتونوف (الروسية: Антонов, Ярослав Викторович) (10 يناير 1963 في روسيا - ) هو لاعب كرة طائرة شاطئية ولاعب كرة طائرة روسيا في مركز مهاجم ‏. شارك في الألعاب الأولمبية الصيفية 1988.

## وصلات خارجية
- ياروسلاف أنتونوف على موقع عالم الكرة الطائرة (الإنجليزية)
- ياروسلاف أنتونوف على موقع دوري الدرجة الأولى الإيطالي للكرة الطائرة - رجال (الإيطالية)
- ياروسلاف أنتونوف على موقع أوليمبيديا (الإنجليزية)